# 寿老人

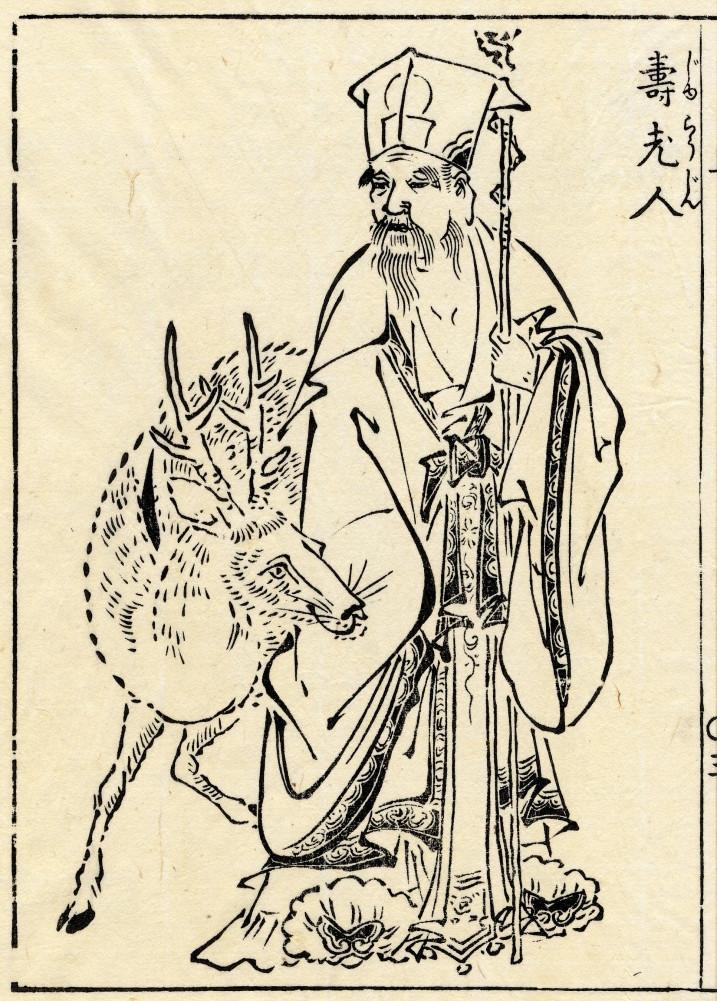
橘守国画の寿老人。

寿老人（じゅろうじん）は道教の神仙（神）。中国の伝説上の人物。南極老人星（カノープス）の化身とされる。七福神の一柱。
真言（サンスクリット）は、「オン バザラユセイ ソワカ」（普賢菩薩の延命呪と同じ）。
酒を好み頭の長い長寿の神とされる。日本では七福神として知られているが、福禄寿はこの寿老人と同一神と考えられていることから、七福神から外されたこともあり、その場合は猩猩が入る。寿老人は不死の霊薬を含んでいる瓢箪を運び、長寿と自然との調和のシンボルである牡鹿を従えている。手には、これも長寿のシンボルである不老長寿の桃を持っている。